# Buenas prácticas
Por buenas o mejores prácticas se entiende un conjunto coherente de acciones que han rendido bien o incluso excelente servicio en un determinado contexto y que se espera que, en contextos similares, rindan similares resultados. Dichas "buenas prácticas" dependen de las épocas, de las modas y, por esto último, es posible que algunas resulten contradictorias entre ellas mismas.